# 密毛假福王草
密毛假福王草（学名：Paraprenanthes glandulosissima）为菊科假福王草属的植物，是中国的特有植物。分布在中国大陆的贵州、云南、四川等地，生长于海拔520米至2,300米的地区，多生于山坡林缘和林下，目前尚未由人工引种栽培。

## 异名
- Lactuca glandulosissima Chang